# Sa Torreta de Tramuntana
Sa Torreta de Tramuntana, ou selon la dénomination complète le village talayotique de Sa Torreta de Tramuntana, est un site archéologique situé sur la commune de Port Mahon, à Minorque, dans l'archipel des Baléares, en Espagne. Le site appartient à la culture talayotique : un village s'y est développé à l'Âge du fer, mais le site était déjà fréquenté antérieurement, comme l'atteste l'existence d'une tombe, considérée à tort comme une naveta, datée de l'Âge du bronze.

## Le site
C'est l'un des rares sites talayotiques situés dans la partie nord de l'île de Minorque. Il domine une grande partie de la côte nord-est de l'île.
Le site a été endommagé par la construction au XVe siècle de maisons et d'une tour de défense. Margaret Murray et une équipe de l'université de Cambridge ont fouillé le site en 1932. En 2013, l'Espagne a proposé l'inscription du site au titre de la « culture talayotique de Minorque » sur la liste indicative de l'UNESCO, préalable à une possible inscription au patrimoine mondial.

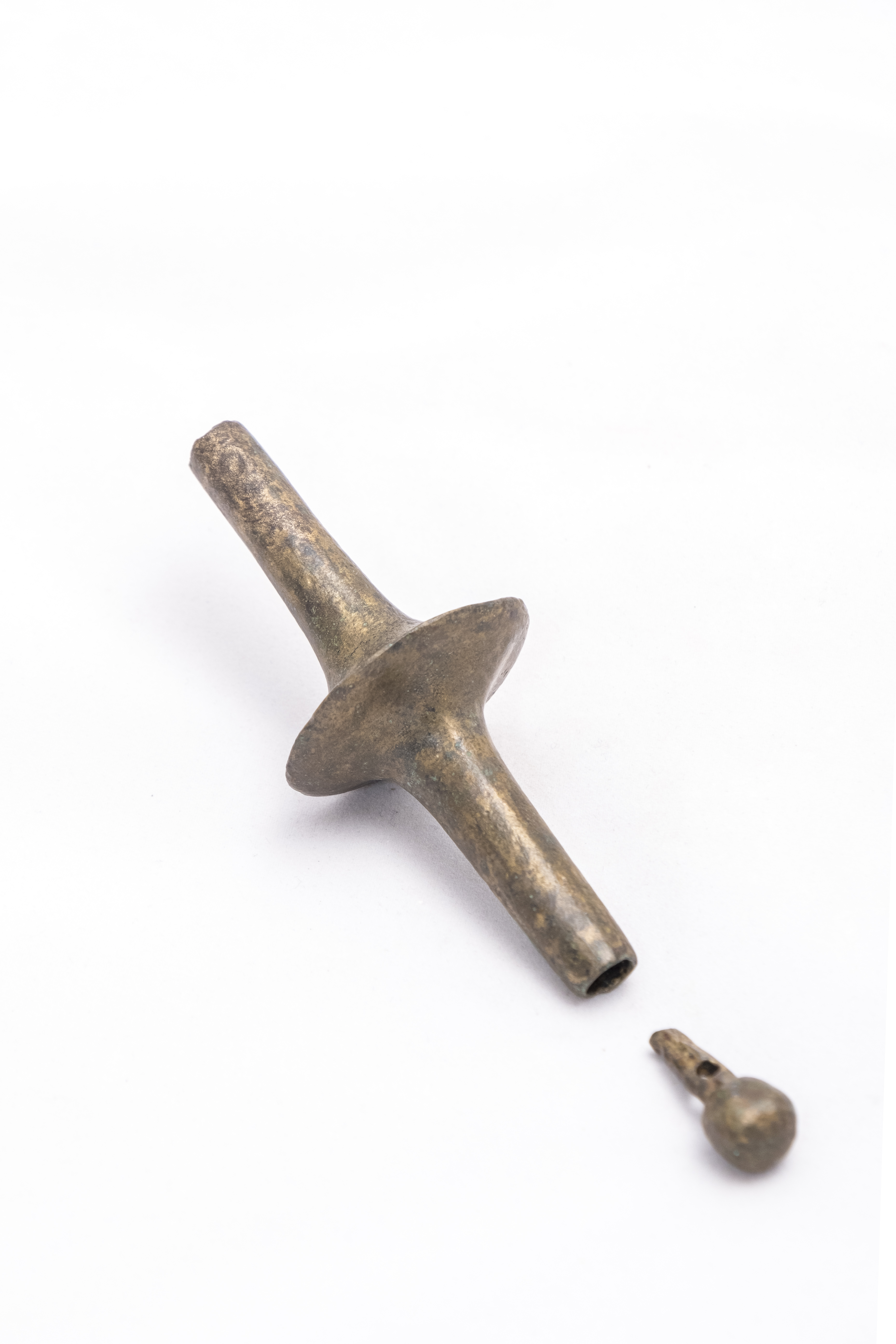
Perle biconique découverte dans la tombe.

## La «naveta»
L'édifice est situé à un peu plus de 200 m au sud-est du village. Il a été découvert par Joan Flaquer au début des années 1930 et fouillé par Margaret Murray. L'édifice, de plan allongé, a été classé à l'époque comme étant une naveta. Il correspond en fait à une catégorie de sépultures spécifiques, appelées « tombes circulaires à triple parement » ou « proto-navettes » datées de l'Âge du bronze. La tombe n'est conservée qu'au niveau de ses fondations, sur une seule rangée de pierres. Elle mesure 5,70 m de long sur 1,83 m de large.
Murray y recueillit un grand nombre d'ossements humains, totalement désordonnés, correspondant à un minimum de 55 individus adultes, 5 enfants et 1 fœtus. L'étude des crânes a révélé la présence d'un individu trépané et un faible taux de carie dentaire. Le mobilier funéraire d'accompagnement était principalement constitué de petits vases tronconiques et d'objets en bronze (3 perles biconiques, 1 pointe de lance, 2 ciseaux et 2 bracelets).

## Village talayotique
Le talayot est de forme légèrement ovale. Il mesure 20,9 m de diamètre. Il a été construit en deux étapes avec deux niveaux de largeur différentes. Il devait comporter une salle à l'étage supérieur mais elle n'a jamais été fouillée.
L'architecture de l'enceinte à taula est assez classique : en forme de fer à cheval avec une façade droite orientée au sud. Elle mesure 10,8 m de large sur 9,20 m de profondeur. La partie absidiale de l'enceinte est en ruine. L'entrée de l'enceinte comporte un seuil et on accède à l'intérieur de l'enceinte en descendant trois marches. Le pilier support de la taula mesure 3,70 m de hauteur sur 1,9 m de largeur et 0,42 m d'épaisseur. Le chapiteau mesure 2,80 m de long sur 1,16 m de large et 0,72 m d'épaisseur. Le pilier et le chapiteau comportent une rainure sur leur face postérieure.
Margaret Murray a découvert, lors de ses fouilles archéologiques, une grande concentration de cendres, de charbons de bois et des ossements d'animaux brûlés (chèvres, moutons, porcs) dans la partie droite de l'enceinte, indiquant l'existence d'un bûcher près duquel on devait pratiquer des libations. Le matériel céramique trouvé à l'intérieur de l'enceinte était principalement constitué de poteries datées de la période post-talayotique et de poteries d'origine punique importée d'Ibiza. Des fragments d'une figure en terre cuite représentant une probable divinité féminine ont aussi été découverts.
Margaret Murray avait aussi fouillé au sud-est de l'enceinte un complexe bâti qu'elle avait interprété comme étant une galerie. Selon l'archéologue Lluís Plantalamor, il s'agit de quatre maisons du type cercle, datées de la période post-talayotique. Elles n'ont pas toutes été fouillées.